# Guthaben
Guthaben ist die Sammelbezeichnung für Forderungen eines Gläubigers, der eine Gegenleistung eines Schuldners erwarten darf.
Aus der Sicht des Gläubigers ist das Guthaben eine Geldforderung gegenüber dem Schuldner, aus Sicht des Schuldners liegt eine Verbindlichkeit vor. Es hängt von dem Schuldverhältnis zwischen beiden ab, ob und wann das Guthaben fällig ist, ob eine Verzinsung vereinbart ist, ob eine Barauszahlung dieses Buchgeldes möglich ist oder lediglich ein vertragsgemäßer Verbrauch für bestimmte Zwecke vorgesehen ist. Guthaben unterliegen einem Vorleistungsrisiko, weil der Schuldner in Insolvenz geraten kann (Gegenparteiausfallrisiko) oder vorsätzlich nicht leisten will (Erfüllungsbetrug), wodurch der Gläubiger einen Forderungsverlust erleidet.

## Arten
Die Sammelbezeichnung Guthaben bezieht sich konkret auf 
- alle Habensalden auf Konten:
  - Bankguthaben als Buchgeld auf Bankkonten: Sicht-, Termin- und Spareinlagen.
  - Bankguthaben als Bilanzposition von Nichtbanken gemäß § 266 Abs. 2 lit B IV HGB oder von Kreditinstituten gegenüber anderen Kreditinstituten (§ 14 RechKredV).
  - Bausparguthaben: Die in der Sparphase von Bausparverträgen durch den Bausparer anzusammelnden Guthaben bei einer Bausparkasse.
- Unverbrauchte Vorauszahlungen bei Guthabenkarten oder GeldKarten, auf denen das Guthaben elektronisch gespeichert ist und für einen bestimmten Zweck (etwa Telefonkarten) verbraucht werden kann.
- Unverbrauchte Guthaben aus Gutscheinen.
- Bei Bonussystemen (wie Payback oder Vielfliegerprogrammen) entstehen Guthaben in einem bestimmten Verhältnis zum Kaufpreis und fallen in einer virtuellen Einheit (wie verfallbare Bonusmeilen oder Bonuspunkten) an, die ab einer bestimmten Summe auf einen neuen Kaufpreis angerechnet oder auch zur Barauszahlung verwendet werden können.
- Überzahlungen bei Vorauszahlungen: insbesondere Steuerguthaben oder Guthaben aus Nebenkostenabrechnungen; siehe Gutschrift und ungerechtfertigte Bereicherung.
- Gesellschaftsrecht:
  - Auseinandersetzungsguthaben bei der Auflösung von Gesellschaften.
  - Geschäftsguthaben (Rechtsbegriff: Geschäftsanteil) der Mitglieder einer Genossenschaft (§ 7 Nr. 1 GenG), also Eigenkapital.

Bis auf das Geschäftsguthaben stellen alle Guthaben eine Forderung dar, die einer Rückzahlungspflicht durch den Schuldner unterliegt. Einer strengen Zweckbindung unterworfen sind Bausparguthaben, Geschäftsguthaben, Gutscheine, Spareinlagen und Vorauszahlungen.

## Rechtsfragen
Guthaben sind Forderungen, die einer vertraglichen Rückzahlungspflicht gemäß § 488 Abs. 1 Satz 2 BGB durch den Schuldner unterliegen. Diese Rückzahlungspflicht hängt von der vertraglich vereinbarten Laufzeit oder Fälligkeit ab. Eine Rückzahlungspflicht entfällt, wenn der Schuldner die versprochene Gegenleistung erbringt. Bei Guthabenkarten ohne Laufzeitbeschränkung verjähren ganz oder teilweise unverbrauchte, unbefristete Guthaben in drei Jahren nach ihrer Ausstellung (§ 195 BGB), gerechnet vom 31. Dezember des Ausstelljahres (§ 199 BGB). Etwas anderes gilt nur, wenn die Guthabenkarte befristet ist und die Frist nach den Gepflogenheiten des jeweiligen Geschäftszweiges ihrerseits „angemessen“ ist; ist diese Frist jedoch zu kurz bemessen, richtet sich die Gültigkeit nach den allgemeinen Verjährungsregeln (drei Jahre). Dies gilt auch für Gutscheine. Die Restguthaben bei einer Kartensperrung dürfen nicht ersatzlos verfallen.

## Guthabensicherung
Alle Bankguthaben der Nichtbanken sind durch Einlagensicherung abgesichert, wobei es betragliche Begrenzungen gibt. Der Einlagensicherung unterliegen gemäß § 2 Abs. 3 EinSiG alle Einlagen, also Bankguthaben, die sich aus auf einem Konto verbuchten Beträgen im Rahmen von Bankgeschäften ergeben und von den Instituten aufgrund vertraglicher Bedingungen zurückzuzahlen sind. Der Einlagenschutz umfasst konkret alle Spar-, Termin- und Sichteinlagen sowie auf den Namen lautende Sparbriefe. Als Einlagen gelten auch Verbindlichkeiten aus Wertpapiergeschäften eines Kreditinstituts, sofern die Verbindlichkeiten des Kreditinstituts darin bestehen, den Kunden Besitz oder Eigentum an Geld zu verschaffen. Gedeckt sind Einlagen auch in Fremdwährung, wobei die Entschädigung in Euro gewährt wird. Vorauszahlungen jeder Art sind unbesichert ebenso wie Geschäftsguthaben, die Eigenkapital darstellen und damit einem Unternehmerrisiko unterliegen.